# Matica hrvatska
Matica hrvatska (do 1874 roku Matica ilirska, w literaturze polskojęzycznej także Macierz Chorwacka) – stowarzyszenie literacko-kulturalne (matica) założone w 1842 roku w duchu chorwackiego odrodzenia narodowego, kontynuujące działalność w Jugosławii i niepodległej Chorwacji.

## Historia

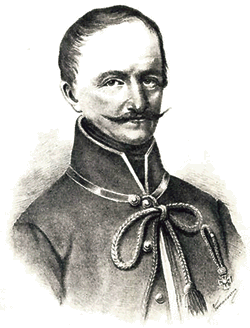
Janko Drašković – pierwszy prezes Maticy hrvatskiej

Jednym z pomysłodawców jej powstania był w 1829 roku Ljudevit Gaj. Decyzję o założeniu towarzystwa publikującego książki w języku chorwackim podjęto w 1839 roku na zjeździe Ilirskiej čitaonicy. Początkowo Matica hrvatska należała do jej struktur jako wydawnictwo.
Jej pierwszym prezesem został Janko Drašković. W 1844 roku wydała pierwszą publikację – był to Osman Ivana Gundulicia. W okresie neoabsolutyzmu Aleksandra von Bacha działalność čitaonicy została zakazana i Matica hrvatska rozpoczęła samodzielne funkcjonowanie. W tym okresie nawiązała współpracę z analogicznymi organizacjami czeskimi, serbskimi i słoweńskimi. W latach 1869–1903 wydawała czasopismo Vienac, główne czasopismo literackie ówczesnej Chorwacji. Zintensyfikowała działalność wydawniczą i popularnonaukową. Wykonywała również przekłady dzieł z łaciny i greki starożytnej. Przed wybuchem I wojny światowej doszło w jej szeregach do rozłamu ideologicznego.
W Królestwie Serbów, Chorwatów i Słoweńców władze dążyły do centralizacji działalności wszystkich towarzystw kulturalnych na terenie kraju. W trakcie tzw. Šestojanuarskiej diktatury przełomu lat 20. i 30. XX wieku Matica hrvatska była ośrodkiem chorwackiego kulturowego i politycznego oporu. Na początku 1941 roku władze Banowiny Chorwacji wprowadziły do niej zarząd komisaryczny.
Po zakończeniu II wojny światowej skupiła się na działalności wydawniczej. Jednak od 1967 roku lobbowała za odrębnością chorwackiego jako języka literackiego. Była, za pośrednictwem czasopisma Hrvatski tjednik, głosicielem idei Chorwackiej Wiosny. W 1972 roku, po jej stłumieniu, jej działalność została zawieszona. Reaktywacja miała miejsce w 1990 roku.